# Droga wojewódzka nr 857
Droga wojewódzka nr 857 (DW857) – droga wojewódzka klasy Z (zbiorcza) w województwach podkarpackim i lubelskim, w powiatach stalowowolskim (gmina Zaklików) oraz w janowskim (gmina Potok Wielki oraz Modliborzyce). Przebiega równoleżnikowo łącząc drogę wojewódzką nr 855 w Zaklikowie z drogą wojewódzką 848 w Modliborzycach. Jej długość to 16,977 km. W 2009 roku w Potoczku, na skrzyżowaniu z drogą powiatową 2718L Potoczek - Trzydnik Duży wybudowano rondo.

## Zarządcy Drogi
Drogą wojewódzką nr 857 zarządzają dwa podmioty:
- na odcinku Zaklików - Potoczek (7,082 km): Podkarpacki Zarząd Dróg Wojewódzkich w Rzeszowie - Rejon DW w Stalowej Woli
- na odcinku Potoczek - Modliborzyce (9,895 km): Zarząd Dróg Wojewódzkich w Lublinie - Rejon DW w Puławach

## Miejscowości leżące przy trasie DW857
- Zaklików
- Potoczek
- Brzeziny
- Stojeszyn Drugi (S19)
- Słupie
- Modliborzyce